# 榎本美佐江
榎本 美佐江（えのもと みさえ、1924年3月13日 - 1998年9月23日）は日本の歌手。美人芸者歌手として、戦後に人気を博した。

## 来歴・人物
1924年(大正13年)3月13日、埼玉県川口市で生まれる。家が貧しかったため、1934年(昭和9年)、小学校5年生で浅草の小劇場・玉木座の劇場主に奉公へ出される。1938年(昭和9年)には15歳で石川県の能登で芸者に出されたが、1940年(昭和10年)に東京の実家に戻る。だがすぐに大井町から芸者に出される。その後、作曲家大村能章の日本歌謡学院にて歌を学び、戦争中は工場や軍隊の慰問などに回った。戦時歌謡を吹き込んだりもした。
1946年(昭和21年)、テイチク入社し、同年10月に発売した「貴方にはわからない」で本格的に歌手デビュー。1948年(昭和23年)1月、戦前に小笠原美都子が歌った「十三夜」を市丸の代役で歌い、リバイバルヒットさせた。1947年(昭和22年)、新東宝「ぼんぼん」の女中役で映画デビュー（なお、「ぼんぼん」の前に制作された「かけ出し時代」という作品中で、セリフはないが「唄ふ女」という役で、灰田勝彦のヒット作「紫のタンゴ」を歌っている。）。以後多くの映画に出演。
1949年(昭和24年)、ビクターに移籍。1950年(昭和25年)、あきれたぼういずや暁テル子らと行ったハワイ興行のおり、初めて芸者姿で歌ったことで大喝采を浴び、以後は芸者姿がトレードマークとなった。また朝鮮特需により、ちょうど久保幸江を中心にお座敷ブームが再来しており、流れが変わる。1952年(昭和27年)、鶴田浩二とデュエットした「弥太郎旅唄」がヒット。翌1953年(昭和28年)には東映映画「女難街道」の主題歌「お俊恋唄」が大ヒットする。この年、映画「初恋おぼこ娘」も主演。
その歌唱法と天性の美貌もあいまって、和風美人歌手として人気を得ていたが1955年(昭和30年)にプロ野球選手金田正一と同棲生活に入り、芸能界を引退。1960年(昭和35年)に正式に結婚（それまで金田は帰化していなかったため籍が入れられなかったが前年に帰化し日本国籍を取得したため）したが、翌1961年に金田が愛人としていた宝塚歌劇団卒業生・雅章子との間に、子の金田賢一が産まれて不倫が発覚したことなどが原因で（榎本・金田間には子はなかった）、1963年(昭和38年)に金田と離婚。芸能界に復帰。（なお金田はその後、雅と再婚）
その復帰にはマスコミも総じて同情的（金田バッシングが当時起きた）であり、吉田正や市丸が後押しし、復帰第一弾「後追い三味線」を発売することが出来た。結果、大ヒットとなり、その後も「お別れさのさ」「三味線一代」などがヒット。1965年(昭和40年)にはビクターで「十三夜」をレコーディングした。昭和40年代の懐メロブームでも活躍し、いわゆる懐メロ歌手の中でも、そのギャランティは淡谷のり子らと同格だったという。
晩年までステージ/ラジオ/テレビ出演を続け、新曲「潮来の女」(1985年(昭和60年)発売)を発売するなど精力的に活動を続けたが、1990年(平成2年)には心臓を患う。回復し仕事復帰したが、1998年(平成8年)には大腸癌であることが発覚。
同年9月23日、死去。74歳没。
なお癌闘病中、元夫・金田も榎本を幾度となく見舞った。没後、金田は「（榎本は）終生大事な人でした」と語っている。

## 代表曲
- 「輝く翼」共唱　小笠原美都子
- 「大江戸七変化」共唱　竹山逸郎
- 「恐妻ぶし」共唱　宇都美清
- 「下関漁港節」共唱　船橋一郎
- 「おぼろ月十三夜」
- 「弥太郎旅唄」共唱　鶴田浩二
- 「お俊恋唄」
- 「舞子はんブギ」
- 「恋風街道」共唱　三浦洸一
- 「後追い三味線」（1963年、カムバック後の最初の作品）
- 「お別れさのさ」
- 「三味線一代」
- 「十三夜」（カバー）
- 「湯の町十三夜」
- 「皆さんちょうだいお手拍子」
- 「浜木綿小唄」
- 「夫婦花笠」
- 「二十三夜」
- 「京都の灯り」
- 「沖縄そだち」

## テレビ番組
- 「特別機動捜査隊（NET、東映）
  - 第302話 「悲しい善意」（1967年）
  - 第320話 「女の坂道」（1967年） - 鶴子
- 「一枚の写真」（1986年、フジテレビ）
- 「なつかしの歌声」（東京12チャンネル）
- 「にっぽんの歌」（テレビ東京）
- 「昭和歌謡大全集」（テレビ東京）